# 드라큘라 2021
《드라큘라 2021》(스페인어: Al Tercer Día)은 2021년에 개봉한 아르헨티나의 영화이다.

## 캐스팅

### 주연
- 제라르도 로마노 : 엔리케 역

### 조연
- 마리아나 앙힐레리 : 세실리아 역
- 아투로 보닌 : 호세 역
- 디에고 크레모네시 : 페르난도 역
- 라우타로 델가도 : 에르난 역
- 오스발도 산토로 : 벤투라 역

## 수상
- 2021년 제25회 판타지아 영화제 후보 장편 영화